# 坂下玲子
坂下 玲子（さかした れいこ）は日本の看護師、保健師、兵庫県立大学教授。

## 人物・来歴
口腔保健を専攻し、食環境と発達に関する研究を実施してきた。
母乳哺乳の研究より人工乳首を考案し、Bean Stalkニプル（スタンダード）（哺乳瓶用乳首、授乳用品）として市販されている。
また、米国、中国、チリ、英国、アフリカ、ニュージランドなど世界各地の民族の口腔健康と食生活の関連を研究してきた。
現在は研究の範囲を高齢者に拡げ、その人の内なる力を強める支援を模索している。
2005年より兵庫県立大学看護学部にて看護研究を教授し、同大学院にて生活機能看護学博士前期課程、博士後期課程を担当している。
臨床看護職が取り組む看護研究に関する研究および活動を行い、2014年４月からは兵庫県立大学看護学部臨床看護研究支援センター長を務める。
看護ケアの質評価・改善（QI研究会）に参加し、2014年から一般社団法人日本看護質評価改善機構の理事を務める。
2013年より高知県立大学、兵庫県立大学、東京医科歯科大学、千葉大学、日本赤十字看護大学の国公私立の5大学院によって実施される、災害看護グローバル養成プログラムのメンバーとして、世界初の災害看護学術雑誌　Health Emergency and Disaster Nursing (HEDN)の立ち上げに貢献し、Associate Editorを務める。理論看護研究会を主宰し数多くの理論を発表し[19]、看護の哲学的基盤の構築に尽力している。2023年にFAANの称号を得て、Advances in Nursing Science (ANS)のAdvisory Board メンバーを務める[20]。

### 略歴
- 1985年　東京大学医学部保健学科卒業（看護婦免許、保健婦免許取得）
- 1987年　東京大学大学院医学系研究科保健学専攻修士課程修了（保健学修士）
- 1990年　東京大学大学院医学系研究科保健学専攻博士課程修了（保健学博士）
- 1992年　鹿児島大学　歯学部助手
- 1999年　筑波大学附属病院　副看護師長
- 2001年　兵庫県立看護大学　助教授
- 2005年　兵庫県立大学　教授
- 2016年　兵庫県立大学看護学研究科科長
- 2020年　日本学術会議連携会員
- 2021年　兵庫県立大学　副学長
- 2023年　Fellow of American Academy of Nursing (FAAN)

## 著作物
- 宮古島の子どもたち　―そしゃく器官の発達のために―, 東洋企画印刷, 2003.
- むし歯の歴史第２章「中国古代人とむし歯」, 砂書房,　2001.
- 食べて　遊んで　育って、海園社、2000
- Tooth and facial morphology of ancient Chinese skulls, Terapeia, 1997.
- Culture and oral health in Kenya, Terapeia, 1997.
- Culture of food and oral health in Maori, 1993.
- 赤ちゃんからの歯科保健, メディサイエンス社, 1992.
- 看護研究, 医学書院,2016.
- Situation Specific Theories: Development, Utilization, and Evaluation in Nursing, Springer，2021．
- 看護ケアの質評価と改善，医学書院,2022．